# Quân ta bắn quân mình

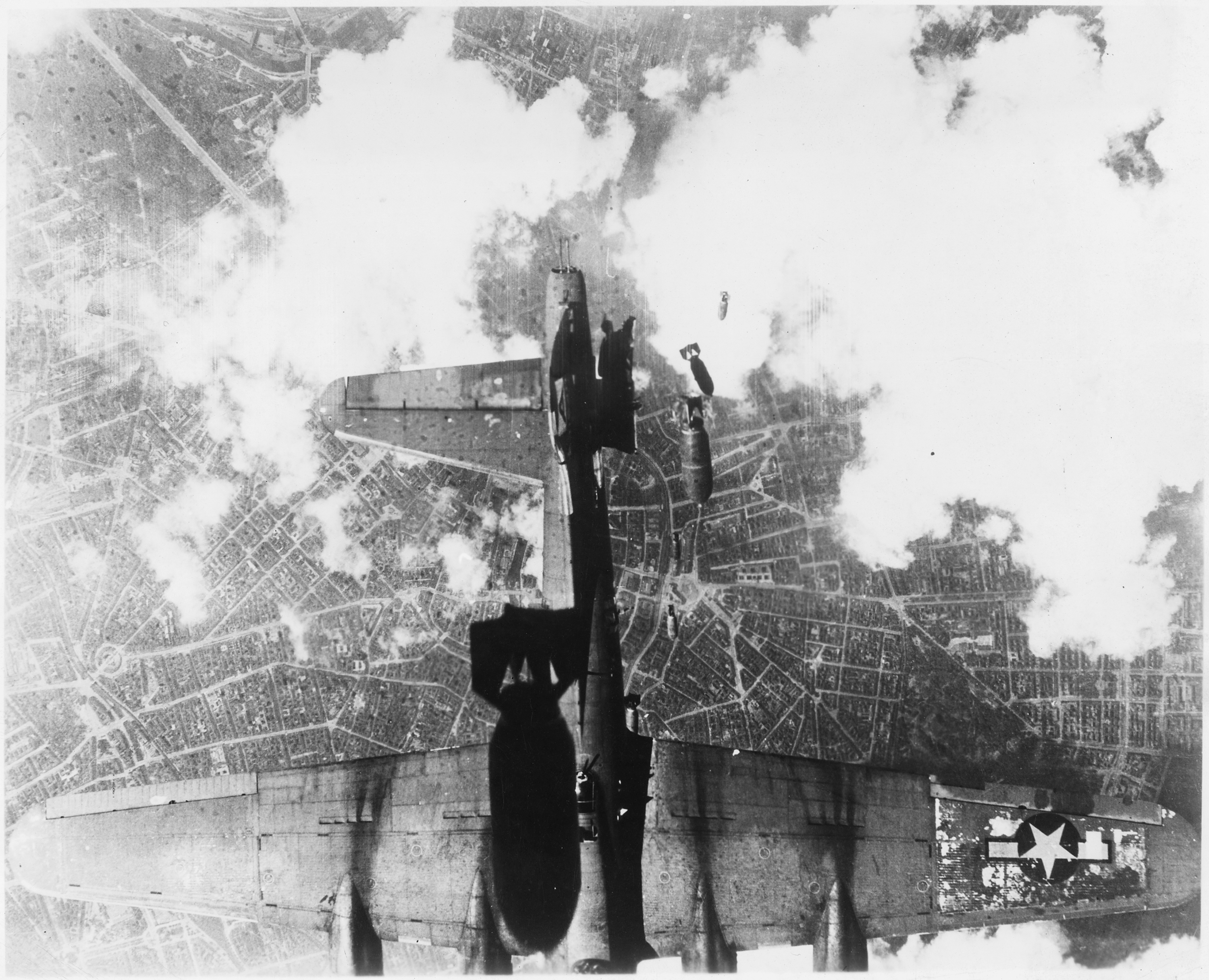
Một chiếc máy bay B-17 của Hoa Kỳ bị trúng bom trong lúc bay theo chiếc máy bay ném bom ở phía trên. Hậu quả là cánh đuôi của máy bay bị hư hỏng nặng, khiến nó mất kiểm soát, xoay vòng vòng rồi lao xuống. Vụ tai nạn khiến toàn bộ 11 người trong phi hành đoàn thiệt mạng.

Quân ta bắn quân mình (tiếng Anh: friendly fire), hay ta bắn mình, ta bắn ta, là việc quân đội tấn công vào chính lực lượng quân sự của họ hoặc quân trung lập trong nỗ lực tấn công kẻ địch. Nguyên nhân bao gồm việc xác định sai mục tiêu, bắn chéo cánh sẻ trong khi giao tranh với kẻ địch, xác định không chính xác mục tiêu ở xa. Việc nổ súng một cách cố ý vào quân mình mà không nhằm mục đích tấn công kẻ thù thì không được tính là "quân ta bắn quân mình". Việc vô ý gây hại cho dân thường hoặc công trình xây dựng, gây thiệt hại tài sản cũng không được xem là "quân ta bắn quân mình". Các tai nạn xảy ra trong quá trình huấn luyện cũng như các sự cố không gây thương vong cũng không thuộc trường hợp này.
Thuật ngữ "friendly" được phe đồng minh sử dụng trong lĩnh vực quân sự bắt nguồn từ thời điểm chiến tranh thế giới thứ nhất. Lúc bấy giờ, cụm từ này thường dùng để chỉ đạn pháo rơi chệch mục tiêu đã định. Sau đó, thuật ngữ friendly fire được quân đội Hoa Kỳ sử dụng. Theo đó, Chuẩn tướng Samuel Lyman Atwood Marshall đã dùng thuật ngữ này trong cuốn sách Men Against Fire xuất bản năm 1947. Trong khi đó, nhiều lực lượng quân đội thuộc Tổ chức Hiệp ước Bắc Đại Tây Dương (NATO) lại gọi sự cố dạng này là blue on blue (quân xanh bắn quân xanh). Điều này bắt nguồn từ các cuộc diễn tập quân sự, nơi lực lượng NATO thường sử dụng cờ hiệu màu xanh, còn khối Warszawa thường sử dụng cờ đỏ làm màu đại diện. Trong các hình thức chiến tranh cổ điển, khi quyết đấu tay đôi chiếm ưu thế, tỉ lệ tử vong do "ta bắn mình" là rất hiếm. Tuy nhiên, trong chiến tranh hiện đại ngày nay, tỉ lệ tử vong do hỏa lực đồng minh đã trở nên phổ biến.